# Central Nuclear de Bohunice
La central nuclear de Bohunice (en eslovac: Atómové elektrárne Bohunice, abreujat EBO) consta d'un complex de dues plantes d'energia nuclear situades a 2,5 km de la població de Jaslovské Bohunice al districte de Trnava a l'oest d'Eslovàquia
L'EBO comprèn dues plantes: V-1 i V-2. Ambdues plantes compta amb dues unitats de reactors, que han estat connectades de forma gradual a la xarxa d'energia en el període comprès entre 1978 i 1985. Es va adoptar el concepte més estès mundialment de reactor presurizat i es va utilitzar el disseny soviètic VVER 440 en la construcció de les plantes nuclears d'energia V-1 i V-2.
Les seves mitjanes anuals de generació d'electricitat se situen en els 12.000 GWh.
Amb el desenvolupament d'un sistema de subministrament de calefacció central per a la ciutat de Trnava des de la planta de Bohunice, la unitat V-2 es va canviar a la cogeneració. També forma part d'aquest sistema una canalització d'alimentació de calor instal·lada el 1987. Instal·lada el 1997, la línia de subministrament de calor a Leopoldov i Hlohovec també ha estat dissenyada com una ramificació de la canalització procedent de la línia de Trnava.

## Bohunice A1 (apagat)
Hi ha una altra planta d'energia – l'A1 – a l'emplaçament de Jaslovské Bohunice. El 22 de febrer de 1977, el reactor A-1 va sofrir un accident important durant la provisió de combustible. La planta està en tràmits del seu procés de desinstal·lació.

## Bohunice V1 (apagat)
Com a condició per a l'adhesió a la Unió Europea (2004) Eslovàquia es va veure obligat a desactivar els dos reactors de la central V1. Una disposició en el tractat d'adhesió va permetre la reactivació en cas d'una emergència.
La planta V1 estava exempt d'Slovenské Elektrárne per a la venda a Enel i es va transfir a JAVYS, una empresa nacional de desmantellament nuclear completament propietat de l'Estat. El primer reactor va ser tancat a la fi de 2006, el segon a l'últim dia de 2008. El conflicte del gas entre Rússia i Ucraïna el gener de 2009 va interrompre els subministraments de gas natural i la generació d'electricitat. El 10 de gener de 2009, el govern eslovac va ordenar al segon reactor, la seva continuació, fins i tot en fase de procediment d'apagat, per ser tornat en el mode de generació d'energia amb capacitat. Finalment, el reactor no es va connectar a la xarxa i es va reprendre la clausura final.

## Bohunice V2 (operatiu)
El Bohunice V2 consta de dos reactors VVER-440/213 de segona generació i es van engegar el 20 d'agost 1984 i el 18 de desembre de 1985, respectivament. Al novembre de 2010 tots dos reactors van ser millorats de 440 MW a 505 MW i està previst que el seu funcionament es mantingui fins al 2025.

## Bohunice V3 (planejat)
Al maig de 2009 el primer ministre eslovac, Robert Fico i el de la República Txeca, Jan Fischer, van anunciar la construcció d'una nova unitat de reactor a Bohunice. Una associació de la nuclear i desmantellament de l'empresa eslovaca (JAVYS) i la companyia energètica txeca CEZ construiran la planta a un cost projectat a la ratlla de 3,7 mil milions d'euros. L'especificació del nou reactor serà aproximadament entre 600 i 1600 MVVe.